# دبليو 74 - 75 (قنبلة نووية)

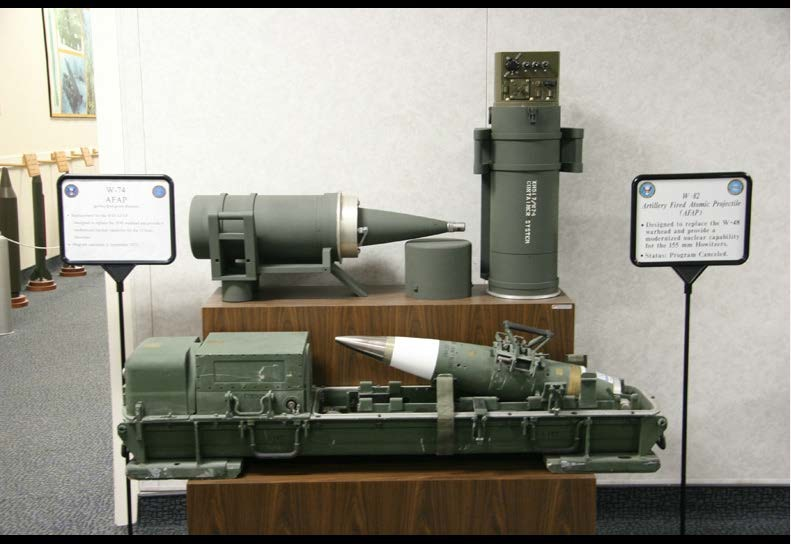

دبليو 74 (قنبلة نووية) هو قذيفة مدفعية نووية أمريكية.
رداً على طلب جيش الولايات المتحدة عام 1969 لاستبدال قذيفة المدفعية من طراز دبليو 48 بدأ مختبر لوس ألاموس الوطني تطوير دبليو 74 الا انه بحلول منتصف عام 1973 تم إيقاف البرنامج دون إنتاج السلاح وكانت الأسباب الرئيسية لإلغاء دبليو 74 هي التقنية القديمة المستخدمة والتكلفة العالية حيث لا توجد أي تحسينات في الدقة وليس لديه القدرة على تطويره كجهاز «إشعاع معزز» (نيوترون) وبلغت تكلفته 425000 دولار أمريكي في عام(1973).

## دبليو 75
كان مشابهاً لي دبليو 74 وتم الغائه لنفس أسباب دبليو 74 حيث انه نظام قديم ومكلف ولا يستحق المتابعة بدأ التطوير به في عام 1973 في مختبر ليفرمور والغائه بعد عامين.